# Nero (fumetto)
Nero è una serie a fumetti di genere storico-fantasy ideata da Emiliano e Matteo Mammucari, facente parte della etichetta Audace e pubblicata dalla Sergio Bonelli Editore a partire dal 2021. Giovanni Masi figura come story-editor.

## Storia editoriale
La prima idea dell'opera avvenne durante la progettazione di Orfani nel 2011 in una conversazione tra i fratelli Mammucari. Inizialmente Nero doveva essere un romanzo grafico di trecento pagine poi, come affermato da Emiliano in una intervista del 2016, divenne  una miniserie a colori di tre numeri e successivamente venne inclusa all'interno dell'etichetta editoriale Audace. Il fumetto venne annunciato ufficialmente a Lucca Comics & Games 2018, ma la pubblicazione avvenne solo tre anni dopo nel Dicembre del 2021. All'indomani dell'uscita del primo volume, all'interno dell'iniziatica Comicon Extra, è stata organizzata una mostra dedicata alla serie presso l'Ipogeo della Basilica dell'Incoronata e intitolata Nero. Le Crociate e la leggenda dei Djinn.
La serie ha avuto una lunga gestazione e inizialmente i fratelli Mammucari avevano pensato di raccontare l'immaginario favolistico arabo attraverso la figura di un crociato giunto in Terra Santa per poi optare per quella di un guerriero arabo. Il filone narrativo legato alle Crociate risultava infatti "stantio" ai due autori affermando che i temi focali fossero sempre gli stessi mentre raccontare attraverso gli occhi di un guerriero arabo avrebbe fornito un modo nuovo di raccontare la loro storia con "opportunità narrative inesplorate" anche attraverso una pluralità di punti vista. Il mondo di Nero "viaggia in un doppio binario, quello della Storia, quando c'è possibile raccontarla in maniera precisa, e quello invece della favolistica, della fantasia" con una visione mediterranea meno sfruttata nell'immaginario letterario legato al Medioevo e alle Crociate. Il romanzo Il mio nome è Rosso, dello scrittore turco Orhan Pamuk, ha ispirato l'idea che il nome del protagonista non sia quello vero, ma sia stato scelto come tutela contro la magia .La collocazione temporale della serie è quella della seconda crociata, un periodo meno sfruttato e definito da un certo dinamismo sul fronte arabo.
La mancanza di solidi riferimenti nella narrativa e nel cinema riguardo al mondo arabo dell'epoca ha spinto i due autori a lunghe ricerche riguardo al vestiario, alla struttura militare, alle differenze tra i popoli che ne componevano la società; oltre a ciò si sono voluti distaccare dal filone occidentale leggendo opere di storici e romanzieri arabi come Le crociate viste dagli arabi di Amin Maalouf. Un loro desiderio è stato quello di parlare anche della contemporaneità attraverso la narrazione del passato.
I due autori sono rimasti colpiti dalla ricchezza di eventi del periodo storico che fa da base al fumetto e dall'idea che in quel conflitto ci fosse anche l'incontro tra popoli e culture; il taglio visivo che hanno deciso per la serie è sporco, crudo, vicino al reale, compiendo anche una serie di scelte artistiche, di licenze (come l'effettivo aspetto della Terra Santa del XII secolo, molto più rigogliosa di come viene rappresentata in Nero e in generale) in una selezione che rendesse il tutto funzionale con la direzione narrativa da loro decisa.
Il fumetto è strutturato in cicli narrativi di sei albi, ognuno con una tematica, un’ambientazione e un cast peculiari, senza un numero prestabilito di albi a comporlo. Emiliano Mammucari ha affermato che dopo il primo ciclo ambientato in Siria, la storia si sposterà a Samarcanda, altro punto di incontro di diverse culture, e tra i possibili luoghi successivi cita Baghdad, Gerusalemme e Costantinopoli. In un'intervista Matteo Mammucari cita la Puglia come eventuale ambientazione futura in quanto legata al personaggio del crociato che affianca Nero.
Come affermato da Matteo Mammucari la trama del quarto volume del primo ciclo, Di ombre e di sussurri, è stato concepito per ultimo, dopo aver delineato l'intero corso degli eventi, per potersi concentrare sui personaggi e i loro rapporti, approfondendoli, mettendone in luce l'interiorità. In quest'ottica gli autori decisero che i numeri pari della serie si sarebbero occupati maggiormente dei personaggi mentre i numeri dispari dell'ambientazione. Oltre ad un conflitto bellico e contro creature soprannaturali, i personaggi hanno anche "demoni" interiori da affrontare, delle ossessioni che li affliggono e li guidano nel loro agire.
Da giugno a settembre 2024 l'Università degli studi di Napoli "L'Orientale" ha allestito una mostra dedicata al fumetto presso la sede di Palazzo Corigliano intitolata "Nero! Medioevo islamico fantastico".

## Trama
Terra Santa, anno 551 dell'Egira. Nero, cavaliere arabo appartenente alle forze di suo zio, il Qādī di Tell Bashir, viene catturato da un misterioso crociato armato di balestra alla fine di una battaglia. Lo straniero vuole essere portato ad una grotta su di una montagna nei pressi di Damasco, la Grotta del sangue, un luogo in cui il guerriero è già stato quando era ragazzo. Unitisi ad una colonna di altri crociati diretta verso Sud, Nero viene infine liberato da un manipolo di uomini del Qādī guidato da una donna, la Nizarita, e lo straniero viene condotto prigioniero presso la fortezza stessa.
Una volta arrivati, il nipote mostra allo zio ciò che il cristiano porta con sé: pergamene al cui interno sono riportate diverse informazioni tra cui le indicazioni per completare un rituale che il padre di Nero aveva cercato di portare a termine in passato, sacrificando il figlio con il fine di liberare l'essere imprigionato nella grotta, un djinn, e ottenere in cambio l'esaudimento di un desiderio. Prima di avere la possibilità di interrogare lo straniero il Qādī vede la sua fortezza assediata dalle forze crociate e, non volendo arrendersi, decide di allearsi con lui per portare a termine il rituale.
Il giorno prima dell'attacco, Nero viene a sapere delle intenzioni dello zio e gli si oppone, non volendo che l'orrore a cui ha assistito quando era giovane si ripeta, venendo imprigionato. Quando gli assedianti iniziano ad attaccare, il Qādī è uscito dalla fortezza con una scorta attraverso un passaggio secondario mentre Nero, dopo essere stato liberato e un confronto con la Nizarita, si allontana dal campo di battaglia insieme allo straniero per capire esattamente come stanno le cose. Scoprendo che lo zio è in grado di aprire il "Pozzo dei djinn" all'interno della grotta, Nero, seguito dallo straniero che spera di poter guarire la piaga che lo sta uccidendo, si dirige a cavallo alla montagna, ma giunge troppo tardi: il Qādī ha raggiunto il pozzo e i djinn hanno iniziato a fuoriuscire seminando morte sulla loro strada, circondando la montagna.
Nero e lo straniero si dirigono così a Tiro per trovare l'uomo che ha fornito al secondo gli scritti che contenevano le informazioni che lo hanno messo sulle tracce del primo. Una volta giunti presso la città costiera la trovano in rovina. I due riescono infine ad incontrare Melchisedech, un mercante, proprietario di un negozio contenente un ricco assortimento di reliquie e manoscritti, e grande conoscitore di ciò che riguarda i djinn. I I tre vengono assaliti da un Marid, un djinn dell'acqua, ma grazie ad un grimorio, che contiene anche dei riferimenti a Nero e al rituale che lo ha visto protagonista, e ad una grande scorta di sale posseduti dal mercante riescono a respingerlo.
Rischiato il linciaggio da parte della folla che li ritiene responsabili degli eventi che hanno colpito la città, i tre vengono tratti in salvo dallo sceriffo Renaud il quale li vuole come alleati contro i demoni che stanno imperversando nella regione. Presso la fortezza della città è ospite anche la Nizarita, salvata dallo stesso sceriffo nei giorni precedenti. Lo straniero è convinto che l'evocazione non è conclusa e che può porvi rimedio se riuscisse a raggiungere la grotta. La Nizarita li informa, grazie alle informazioni recuperate da Renaud, che un'enorme quantità di djinn si è ammassata intorno alla montagna e non sarebbe possibile avvicinarsi se non con il supporto di una armata. Renaud propone allora di mandare richieste di aiuto alle città vicine in modo da formarne una.
Non ricevendo risposte e avendo subito gravi perdite a causa di un Waswas, un djinn che si insinua negli incubi e che ha seminato la follia all'interno del forte, il gruppo decide di partire alla volta di Damasco stessa. Questa sembra essere rimasta immune dall'influenza malefica e distruttiva dei djinn, rimanendo prospera e ricca di vegetazione. Il suo signore, l'eccentrico Shirkuh, è consapevole della minaccia alle sue porte, ma anche del perché Damasco si trovi al sicuro: nelle profondità del suo palazzo è imprigionato un djinn della fertilità. L'uomo è disposto ad aiutarli, ma ad una condizione ovvero che la Nizarita elimini un gruppo di sufi a lui avversi che gli aizzano contro la popolazione della città. La donna accetta, ma Shirkuh in realtà ha intenzione di usarla come capro espiatorio per ottenere il favore dei suoi sudditi. Venutolo a sapere, Nero e Renaud, il quale ha stretto con la donna un legame romantico, si gettano al salvataggio e raggiungono la madrasa dei sufi, già circondata dalle guardie e da una folla urlante. Superati gli ostacoli i due entrano nell'edificio e trovano la Nizarita attorniata dai cadaveri dei predicatori. I tre cercano di fuggire, ma vengono circondati dalle guardie di Shirkuh e solo l'intervento di Melchisedech salva loro la vita: l'uomo ha infatti ucciso il djinn prigioniero e spingere così il signore di Damasco a riconsiderare la loro offerta. L'alleanza è così stretta.
L'alleanza è così stretta: mentre l'esercito dei vivi attira l'attenzione dei djinn, Nero e lo straniero raggiungono il fondo della Grotta di sangue dove trovano il sigillo del pozzo, solo parzialmente aperto, e il Qādī ora ammantato di un potere infuocato. Questi spiega di avere avuto informazioni incomplete, ma ora che sono giunti possono liberare il djinn del fuoco e ottenere il potere per loro. Nero gli taglia la testa e esorta lo straniero a procedere con il rituale. I vari passaggi vengono compiuti, ma all'improvviso lo straniero colpisce Nero con una freccia: il suo sangue è l'ultimo componente necessario a liberare il djinn del fuoco.
All'esterno le forze congiunte di musulmani e cristiani, già indebolite dai diversi djinn, vengono messe definitivamente in rotta dall'emersione di una immensa creatura che Melchisedech ritiene essere il Bahamut. In fuga, cercano rifugio sulle alture circostanti e una volta raggiunto un punto sopraelevato intuiscono che l'unico punto debole della creatura possa essere l'enorme incavo sul suo dorso e cercano di colpirlo con dei massi. Alla fine la Nizarita, mossa dall'amore verso Renaud che ha visto in pericolo, si getta all'interno dell'incavo sacrificandosi. All'interno della grotta, lo straniero viene pervaso dal potere del fuoco del djinn. Nero cerca di fermarlo e di capire perché lo stia facendo. Lo straniero si considera destinato all'inferno per questo vuole essere immortale guarendo al tempo stesso dalla sua piaga. Nero scopre che il suo sangue è in grado di ferirlo, ma non riesce comunque ad averne ragione e il djinn inizia a liberarsi allungando le sue spire su di lui. All'ultimo anche Nero esprime un desiderio al djinn e chiede che lo straniero diventi suo fratello di sangue. Questo porta le spire a circondare anche lo straniero permettendo così a Nero di colpirlo in un occhio con la freccia che lo aveva trapassato facendolo esplodere, stesso destino in cui incorre anche il Bahamut. Terminata la battaglia e fatto ritorno a Tiro, Nero e Melchisedech decidono di salpare alla volta di Samarcanda.

## Personaggi
- Nero: guerriero arabo che milita nelle forze musulmane durante le Crociate. Testardo, indisciplinato e irriverente, è mosso da una profonda rabbia interiore che lo porta ad essere scostante e insofferente con coloro che lo circondano. Da bambino è stato al centro di un rito effettuato all'interno della Grotta di sangue da cui si è incredibilmente salvato, ma che lo ha segnato nella carne e nello spirito. Nero ("Aswad" in arabo) non è suo  vero nome: poiché nell'ambito della magia araba sapere il nome di qualcuno da potere su di lui, Nero ha deciso di nascondere il proprio[8]. Il simbolo sulla fronte è ispirato ad alcuni simboli esoterici che si trovano sui tetti dei trullo di Alberobello in Puglia[2].

- Eleuterio[20]: misterioso giovane Franco che è stato frate e si è finto crociato per incontrare Nero una volta saputo di lui, della sua famiglia e del legame con la "Grotta di sangue". Una grande piaga gli attraversa tutto il braccio destro fino al petto. La ricerca di una cura è il motivo del suo viaggio in Terra Santa. È italiano della Puglia[2].

- La Nizarita: esperta e stoica guerriera musulmana che milita tra le forze del Qādī di Tell Bashir. Ha dei trascorsi con Nero nei cui confronti prova un forte astio. In passato ha fatto parte della Setta degli Assassini.

- Il Qādī: zio di Nero e signore della fortezza di Tell Bashir. Venuto a conoscenza degli scritti e del sapere di Eleuterio decide di utilizzarli a suo vantaggio liberando però forze incontrollabili.

- Melchisedech[21]: mercante di Tiro e conoscente di Eleuterio, commercia vari prodotti della natura più variegata. Ha fornito al giovane gli scritti relativi alla Grotta di sangue e possiede un libro che tratta dei djinn e di riti ad essi legati.

- Renaud: sceriffo crociato di Tiro. Salva prima la Nizarita da un gruppo di ghoul e poi il gruppo di Nero chiedendo loro di far fronte comune contro la minaccia soprannaturale dei djinn.

- Shirkuh: eccentrico e spregiudicato signore della città di Damasco.

- Yusuf: nipote di Shirku e suo braccio destro.
- Roxane: proprietaria della Casa Dorata di Samarcanda, una casa di piacere, e vecchia amante di Melchisedech.
- Lilac: una delle ragazze della Casa Dorata, invaghita di Nero e appassionata di leggende locali.
- Saošyant: ricco benefattore e guida illuminata degli zoroastriani di Samarcanda, in lotta contro la dominazione turca della città.
- Naser: faccendiere di origini persiane, vecchio amico di Melchisedech e servo fedele di Saošyant.

## Pubblicazioni
Tutte le copertine, anche quelle variant di ognuno dei volumi per le librerie del circuito Manicomix, sono realizzate da Emiliano Mammucari.
| N° | Data           | Titolo                               | Soggetto                                             | Sceneggiatura               | Disegni                                | Colori                         |
| -- | -------------- | ------------------------------------ | ---------------------------------------------------- | --------------------------- | -------------------------------------- | ------------------------------ |
| 1  | Dicembre 2021  | Così in terra                        | Emiliano e Matteo Mammucari                          | Emiliano e Matteo Mammucari | Emiliano Mammucari                     | Luca Saponti                   |
| 2  | Aprile 2022    | Oscurato il sole, e spente le stelle | Emiliano e Matteo Mammucari                          | Emiliano e Matteo Mammucari | Alessio Avallone                       | Adele Matera e Luca Saponti    |
| 3  | Settembre 2022 | Buchi nell'acqua                     | Emiliano e Matteo Mammucari                          | Emiliano e Matteo Mammucari | Matteo Cremona                         | Simona Fabrizio e Luca Saponti |
| 4  | Giugno 2023    | Di ombre e di sussurri               | Emiliano Mammucari, Matteo Mammucari e Giovanni Masi | Emiliano e Matteo Mammucari | Emiliano Mammucari e Andrea Serio      | Adele Matera e Luca Saponti    |
| 5  | Novembre 2023  | La città dei mille giardini          | Emiliano e Matteo Mammucari                          | Emiliano e Matteo Mammucari | Davide Gianfelice                      | Mattia Iacono                  |
| 6  | Marzo 2024     | Jihad                                | Emiliano e Matteo Mammucari                          | Emiliano e Matteo Mammucari | Matteo Cremona                         | Simona Fabrizio                |
| 7  | Settembre 2024 | Dove abita la notte                  | Emiliano e Matteo Mammucari                          | Emiliano e Matteo Mammucari | Giuseppe Matteoni e Federico Santagati | Simona Fabrizio                |
| 8  | Luglio 2025    | La casa dorata                       | Emiliano e Matteo Mammucari                          | Emiliano e Matteo Mammucari | Emiliano Mammucari                     | Simona Fabrizio                |

Così in terra
La narrazione ha inizio in Siria nel 1151, alla fine della seconda crociata. In uno scontro, le armate cristiane hanno la meglio su quelle musulmane e Nero, un soldato dei Mori, viene tratto in salvo da un misterioso soldato europeo. Lo Straniero è alla ricerca della Grotta del Sangue (Maghārat al-Dam). Qui, da bambino, Nero fu tratto dal padre e dai suoi accoliti, intenzionati a sacrificarlo in un rituale per guadagnarsi il favore di un djinn e avere la meglio sui Franchi. Nero riuscì a salvarsi uccidendo il padre e interrompendo il rito, causando la morte di tutti gli altri presenti. I due giungono presso un campo dei Franchi. Nella notte, un gruppo di Mori guidato dalla Nizarita, uno dei generali del qādī della fortezza di Tell Bashir, sopraggiunge e ha la meglio sui nemici. Nero riesce a liberarsi, facendo prigioniero lo Straniero. Il gruppo giunge quindi a Tell Bashir, dove il qādī, zio di Nero, sta allestendo le difese contro l’esercito dei Franchi, ormai prossimo a cingere d’assedio la fortezza. Nero mostra allo zio i carteggi dello Straniero, ma il sopraggiungere dell’esercito dei Franchi sposta l’attenzione di tutti sulla minaccia imminente. Nero prova a irrompere nella prigione per uccidere lo Straniero, ma gli viene impedito da Amir, l'altro generale del qādī. Per far fronte al nemico, quest'ultimo decide di parlare con lo Straniero, che si dice in grado di concludere il rituale avviato anni prima e liberare il djinn.
Oscurato il sole, e spente le stelle
Nero e la Nizarita tornano da una ricognizione al campo dei Franchi e trovano gli uomini intenti a godere di un banchetto, concesso dal qādī per mantenere alto il morale. Seguendo un servo, Nero scopre che lo Straniero è trattato con ogni riguardo e lo interroga. Tuttavia, sopraggiunge il qādī, che è costretto a rivelare il suo piano e ad arrestare Nero. Intanto, lo scontro con i Franchi ha inizio. Mentre la Nizarita difende le mura, Amir coordina la missione del qādī verso la Grotta del Sangue. Tuttavia, Nero riesce a liberare lo Straniero prima che il qādī lo conduca con sé. Mentre i due tentano la fuga, la Nizarita sfida Nero, che odia profondamente per dei motivi ignoti, ma quest’ultimo riesce comunque a sfuggirle. Nero si dirige quindi verso la Grotta, dove vuole impedire allo zio di completare il rituale. Nel percorso, lo Straniero rivela di essere affetto da una malattia cutanea che gli sta lentamente corrodendo il corpo, a partire dal braccio destro. Quando i due giungono sul luogo, Amir sfida a duello Nero; nel frattempo, il rituale ha termine e dalla montagna scaturiscono saette di luce che uccidono i soldati. Nero e lo Straniero sopravvivono, ma è ormai chiaro che il potere dei djinn è libero da qualsiasi freno.
Buchi nell'acqua
Gli effetti del nuovo rituale non tardano a seminare disordini nel territorio. La Nizarita viene attaccata da un gruppo di non-morti e riceve il soccorso del Franco Renaud e dei suoi uomini. Nel frattempo, Nero e lo Straniero giungono a Tiro, dove vive il mercante al quale lo Straniero ha rubato i carteggi della Grotta del Sangue. Lo Straniero è convinto che il rituale non è stato portato a termine e ha un piano per riportare il mondo alla normalità. Trovano la città devastata da uno tsunami, causato dai recenti stravolgimenti, e il Mercante intento a fare un inventario dei suoi averi prima di lasciare la città. Il Mercante, esperto di esoterismo, spiega che i djinn hanno bisogno di legarsi a sostanze terrestri per potersi muovere nel mondo e che per vincerli è necessario spezzare questi legami. Il gruppo viene improvvisamente attaccato dai marid, djinn che si legano all’acqua e si nutrono della linfa vitale delle loro vittime. Lo Straniero, leggendo un grimorio, suggerisce di utilizzare il sale come repellente per i demoni e completa un rituale che cristallizza i marid. Sopraggiunge intanto Renaud, sceriffo della città, che conduce i tre al castello, dove Nero ritrova la Nizarita. Lo Straniero si dice convinto di poter invertire il rituale avviato dal qādī, a patto di poter accedere alla Grotta, intorno alla quale si stanno ammassando creature demoniache.
Di ombre e di sussurri
La piaga dei non-morti si fa sempre più intensa, a causa della facilità dei djinn nel legare col sangue umano. Lo Straniero cerca di istruire i soldati nei riti volti a sconfiggerli, ma è fiaccato nel corpo dalla sua malattia e viene seriamente ferito da un ghoul. Sottoposto alle cure del Mercante, lo Straniero si riprende ma non è in grado di affrontare il viaggio verso la grotta. Egli racconta a Nero di essere stato un monaco amanuense, cacciato dalla sua comunità all’insorgere della malattia. Partito per la Terra Santa, fu guaritore per i Franchi per poi mescolarsi ai Mori per apprenderne le scienze mediche. Qui entrò in contatto con le arti oscure legate ai djinn, fino a venire a conoscenza del rito incompiuto che ebbe Nero come protagonista. Nel frattempo, i waswas, demoni sussurratori che si insinuano negli incubi degli umani per nutrirsene, generano il caos nel castello. Mentre tutti sono vittima di visioni, molti dei soldati si uccidono involontariamente a vicenda. Lo Straniero riesce a salvare tutti ultimando un rito avviato dal Mercante. Il giorno dopo, il gruppo si prepara a partire per Damasco, mentre Nero vede Renaud e la Nizarita baciarsi.
La città dei mille giardini
Giunti alle porte di Damasco con l’esercito dei Franchi al seguito, tutti notano che la città sembra essere rimasta indenne dalla devastazione dei djinn. Solo cinque persone – Renaud, Nero, il Mercante, lo Straniero e la Nizarita – sono ammesse in città sotto la scorta di Yusuf, nipote dell'atabeg di Damasco Shirkuh. La Nizarita cerca di convincere Shirkuh ad allearsi con i Franchi contro i demoni; in cambio, l’uomo chiede che sia lei a eliminare un gruppo di sufi che gli stanno aizzando la popolazione contro. La donna esegue l’ordine, dopo un battibecco con Nero, che non le nasconde la gelosia per quanto ha visto a Tiro. Nel frattempo, Shirkuh conduce Nero e il Mercante nei sotterranei, dove è custodito un djinn della fertilità mantenuto in cattività. È grazie a questa creatura che Damasco ha una vegetazione rigogliosa e non viene attaccata dai demoni. Dopo aver saputo del successo della Nizarita, Shirkuh tradisce gli ospiti ordinandone l’uccisione. Nero libera Renaud e con lui si reca in soccorso della Nizarita presso la madrasa, ma i tre sono circondati. Sopraggiunge però il Mercante con la testa recisa del djinn della fertilità: senza più quella protezione, la vegetazione della città comincia a seccarsi e Shirkuh comprende che è costretto a un accordo, poiché ora i demoni non risparmieranno più Damasco.
Jihād
Mentre Nero e lo Straniero penetrano nella Grotta, l'esercito composto da Franchi e Mori fronteggia i demoni ammassatisi nei dintorni della montagna. Nei pressi del pozzo dove stava per essere sacrificato da ragazzo, Nero ritrova suo zio, ormai corrotto irrimediabilmente dal djinn, e lo decapita. Lo Straniero procede con il rituale, ma nel farlo tradisce la fiducia di Nero trafiggendolo con un dardo della sua balestra: anziché riparare al danno provocato dal qādī, egli mira ad accedere ai poteri del djinn liberandolo definitivamente. Intanto, fuori la battaglia si fa sempre più dura e dalla terra emerge un gigantesco demone. Dopo aver tentato la fuga invano insieme agli altri compagni, la Nizarita affronta il demone colpendolo in un punto debole e uccidendolo, ma rimanendo vittima anch'ella. In parallelo, Nero riesce a infliggere allo Straniero un colpo letale. Nonostante le ferite e il crollo della grotta, Nero viene ritrovato vivo e, alcuni giorni dopo, parte con il Mercante alle volte di Samarcanda.
Dove abita la notte
Nero e il Mercante giungono a Samarcanda, dove quest'ultimo ha trascorso la sua giovinezza. Qui, il Mercante - il cui vero nome è Melchisedech - prova a rientrare nel giro dei commerci e riprende i contatti con Roxane, sua amante del passato, che gestisce una casa di piacere, la Casa Dorata. Nero si offre di garantirle la sicurezza del posto in cambio di ospitalità, mentre Melchisedech stringe un accordo con l'amico Naser per recuperare manufatti preziosi minacciati dall'invasione dei Turchi. Nero si lancia quindi in numerose missioni di recupero, guadagnandosi la fiducia di Naser, che gli promette un incontro col suo committente. Nero si rifiuta però di proseguire e lo abbandona, mentre Melchisedech incontra il committente: si tratta di un nobile zoroastriano locale di nome Saošyant, che lo incarica di sconfiggere un daēva, un potente demone. Nero accetta di aiutare l'amico, nonostante la preoccupazione di Lilac, una ragazza che si è invaghita di lui. Nello scontro col demone, però, Nero ha la peggio e resta ucciso.
La casa dorata
Roxane si prende cura di Nero, miracolosamente ancora in vita dopo essere stato recuperato da Melchisedech. Quest’ultimo viene subito ammonito da Naser per aver fallito e per aver attirato su di sé la vendetta di Saošyant. Al suo risveglio, Nero è furioso con il mercante e gli racconta ciò che è accaduto: ferito a morte, è stato riportato in vita dal daēva, che gli ha inflitto nuove, profonde ferite e gli ha promesso che tornerà a ucciderlo dopo un mese esatto. Melchisedech cerca allora consiglio tra i saggi della città, ma solo uno di loro riesce ad aiutarlo, rivelando l’origine del potere che il daēva esercita su Nero: essendo stato evocato soffiando in un’anfora, il demone conosce il vero nome di Nero, quello ricevuto dal padre, che lo stesso Nero ignora. Rassegnato al proprio destino, Nero si fa trafiggere da un soldato con la spada, ma il colpo non ha effetto: non può morire prima che sia il demone a strappargli la vita. È Lilac a guidarlo allora verso una grotta dove, secondo una leggenda, abiterebbe lo spirito di un missionario decapitato anni prima dagli abitanti di Samarcanda. Nero riesce a interagire con il fantasma e a parlargli. Lo spirito gli rivela che esiste un modo per porre fine a tutto, ma per scoprirlo dovrà raggiungere la torre del silenzio nel deserto di Kyzyhl Kum. Nero giunge alla torre e, nei suoi sotterranei, incontra una strega disposta a compiere il rituale che potrebbe finalmente dargli la morte. Durante il rito, mentre le anime dei morti iniziano a divorare il suo corpo, la donna legge dentro di lui, ne scopre il passato e ne svela le debolezze. Tra gli spiriti che lo tormentano, ce n’è uno che lo conosce bene: è la Nizarita, che lo rimprovera per fuggire di nuovo dai suoi doveri. A quel punto, Nero interrompe il rituale: ha deciso di affrontare il demone e di rivedere la donna che ha amato nel mondo dei morti, pronto ad affrontare ciò che lo attende. La strega gli rivela che la voce della Nizarita non proveniva dal mondo dei morti: era sospesa tra i due mondi. Ora Nero ha una ragione per vivere e combattere. Ma prima, dovrà riscoprire il proprio nome e sottrarre al daēva il vantaggio decisivo.

## Riconoscimenti
La serie ha ricevuto due candidature al Premio Micheluzzi del 2022 nelle categorie Miglior disegno e Miglior serie italiana ed è stata candidata al premio Troll d’Or BD del Festival belga Troll & Légendes 2024 nella categoria Miglior sceneggiatura. Per il suo lavoro su Nero ed Eternity, Adele Matera ha vinto il premio Boscarato 2023 come Miglior colorista.